# Mysella striatula
Mysella striatula är en musselart som beskrevs av Addison Emery Verrill och Katharine Jeanette Bush 1898. Mysella striatula ingår i släktet Mysella och familjen Lasaeidae. Inga underarter finns listade i Catalogue of Life.